# Калиновка (Нязепетровский район)
Кали́новка — село в Нязепетровском районе Челябинской области России. Входит в состав Ункурдинского сельского поселения.

## География
Находится примерно в 27 км к юго-западу от районного центра, города Нязепетровск, на высоте 343 метров над уровнем моря.

## Население
| 2002 | 2010 |
| ---- | ---- |
| 282  | ↘130 |

По данным Всероссийской переписи, в 2010 году численность населения села составляла 130 человек (61 мужчина и 69 женщин).

## Улицы
Уличная сеть села состоит из 4 улиц.